# East Loch Tarbert (Argyll and Bute)
East Loch Tarbert är en vik i Storbritannien.   Den ligger i kommunen Argyll and Bute och riksdelen Skottland, i den nordvästra delen av landet, 600 km nordväst om huvudstaden London.